# Kryvy Rih
Kryvy Rih  (Oekraïens: Кривий Ріг, [krɪˈβ̞ɪj ˈriɣ]) is een stad in Oekraïne. De stad behoort tot de oblast Dnjepropetrovsk en ligt bij de samenvloeiing van de rivieren de Inhoelets en de Saksahan, 350 kilometer ten zuidoosten van Kiev en 130 kilometer ten zuidwesten van Dnipro. Kryvy Rih bevindt zich in het naar de stad vernoemde industriegebied Kryvbas waar ijzererts en uranium worden gewonnen, en is een industrieel centrum van nationale betekenis.

## Geschiedenis
Kryvy Rih werd in de 17e eeuw door kozakken uit Zaporizja gesticht als poststation. De naam van de stad betekent letterlijk "gebogen hoorn" en houdt volgens de overlevering verband met de vorm van een meer waaraan de stad ontstond. Kryvy Rih werd voor het eerst vermeld in een register van poststations uit 1775. In de jaren 1880 nam de groei van de stad een hoge vlucht door de ontwikkeling van de mijnbouw in de regio.
Tijdens de Tweede Wereldoorlog was Kryvy Rih van 1941 tot 1944 bezet door de Wehrmacht. De stad liep bij gevechten grote schade op en moest na de oorlog grotendeels herbouwd worden. Kryvy Rih ontwikkelde zich in de Sovjettijd tot een belangrijk transportknooppunt en industrieel centrum.
Tijdens de derde dag van de Russische invasie van Oekraïne in 2022, 27 februari, stuurden de Russen een colonne van 300 militaire voertuigen richting Kryvy Rih die na tien dagen van hevige gevechten moesten terugtrekken.

## Bevolking
Op 13.05.2024 telde de stad Kryvy Rih naar schatting 568 172 inwoners. Het aantal inwoners vertoont al meerdere jaren een dalende trend: in 2014 had de stad nog 652.137 inwoners en in 1992, kort na het uiteenvallen van de Sovjet-Unie, had de stad nog 730.000 inwoners. De gemiddelde jaarlijkse bevolkingsgroei tussen 2014 en 2021 was −0,89%.
In 2001 bestond de stad etnisch gezien vooral uit Oekraïners (525.864 personen - 78,9%), gevolgd door 119.115 Russen (17,9%). Buiten 6.526 Wit-Russen (1%), 1.833 Joden, 1.589 Armeniërs, 1.254 Azerbeidzjanen en 1.193 Roma waren er geen andere vermeldenswaardige minderheden.
De meest gesproken moedertalen waren het Oekraïens (71,4%), gevolgd door een grote minderheid van Russischtaligen (27,2%). Andere moedertalen - die door meer dan 0,1% van de bevolking werden gesproken - waren het Wit-Russisch (0,23%), Armeens en Romani (elk afzonderlijk 0,12%).

## Vervoer
Het stedelijk openbaar vervoer wordt uitgevoerd door trams (sinds 1935), stadsbussen, trolleybussen en een 18 kilometer lange lightraillijn, die "sneltram" of "metrotram" wordt genoemd. De sneltram van Kryvy Rih is gebouwd op metrostandaard en heeft een volledig kruisingsvrije en deels ondergrondse baan.

## Geboren in Kryvy Rih
- Valerij Jaremtsjenko (1947), voetballer en trainer
- Joeri Petrov (1974-2023), voetballer
- Vladyslav Omeltsjenko (1975), darter
- Volodymyr Zelensky (1978), voormalig komiek en huidige president van Oekraïne (2019-heden)
- Olena Zelenska (1978), scenarioschrijfster en first lady van Oekraïne (2019-heden)
- Oleksandra Chemeris (1983), pornoactrice
- Alona Bondarenko (1984), tennisspeelster
- Kateryna Bondarenko (1986), tennisspeelster